# William Otto Brunner
Pour les articles homonymes, voir Brunner.
William Otto Brunner né à Wattwil le (7 juillet 1878 et mort à Zurich le 1er décembre 1958), est un astronome suisse.

## Études et fonctions
Il a été professeur de mathématiques puis directeur de l'observatoire de Zurich en 1926 , et a surtout travaillé sur le thème de la physique et de l'activité solaire.
Plus particulièrement, il a étudié l'activité solaire de 1926 à 1945. Ces observations, débutées en 1864 par Rudolf Wolf se continuent encore aujourd'hui. William Otto Brunner était également responsable du Bulletin de l'Union astronomique internationale.

## Honneurs
- William Otto Brunner a été élu membre de la Royal Astronomical Society en 1945[5].

- Un cratère lunaire d'impact sur la face cachée de la Lune porte aujourd'hui son nom. Le nom fut officiellement adopté par l'Union astronomique internationale (UAI) en 1970, en référence à William Otto Brunner[6].